# 贾沙尔别克·乌兹杰诺夫
贾沙尔别克·鲍里索维奇·乌兹杰诺夫（羅馬化：Dzhasharbek Borisovich Uzdenov；1967年1月25日—2023年4月23日）是一位俄罗斯政治家，曾担任第八届国家杜马议员。
1985年至1987年，乌兹杰诺夫参加了苏阿战争。2009年至2013年，他担任第四届卡拉恰伊-切尔克斯共和国人民议会代表。2020年至2021年，乌兹杰诺夫担任卡拉恰伊-切尔克斯共和国自然资源和生态部长。在2021年俄罗斯国家杜马选举中，他当选为卡拉恰伊-切尔克斯选区第八届国家杜马代表。
据《生意人报》报道，乌兹杰诺夫缺席了2021年秋季举行的全部23场杜马会议。
乌兹杰诺夫于2023年4月23日去世，享年56岁。他的儿子苏丹·乌兹杰诺夫通过补选取代了他的议席。